# 湯普森冰原島峰
79°27′S 85°49′W / 79.450°S 85.817°W
湯普森冰原島峰（英語：Thompson Nunataks），是南極洲的冰原島峰，位於埃爾斯沃思地，處於航海家峰以南7公里，屬於埃爾斯沃思山脈中赫里蒂奇嶺的一部分，美國地質調查局根據測量和該國海軍的空中照片繪入地圖，現時由南極條約體系管理。